# Центральна бібліотека ім. М. Петренка
Центральна бібліотека ім. М. Петренка (ЦМБ ім. М. Петренка)  — головна книгозбірня міста Слов'янська, культурний, дозвіллєвий центр, що забезпечує загальнодоступність інформації на різних носіях користувачам всіх категорій, що проживають на території міста.
Вона має відповідні відділи: відділ обсуговування, відділ комплектування та обробки літератури, інтернет-центр, інформаційно-методичний відділ, сектор каталогів.
  Централіна бібліотека ім. М. Петренка бере участь у різних проєктах.  Разом з ГО «Донецький інститут інформації» було реалізовано проєкт «Вікно в Америку», створеного на основі партнерства між американським урядом та українськими бібліотеками.
  Бібліотека отримала можливість взяти участь у проєкті «Підтримка стабілізації громад, що зазнали наслідків конфлікту на Донбасі» Міжнародної організація з міграції (МОМ) за фінансової підтримки Уряду Японії.

## Приміщення бібліотеки
Типовий проєкт 262-15-34 бібліотеки на 100 тисяч одиниць зберігання з читальним залом на 120 місць; прив'язка харківський інститут НІОХІМ, керівник групи Л. Л. Фесенко, старший інженер В. М. Саєнко, головний архітектор Шевцов.
Побудоване в 1983 році.